# Топонимия Лихтенштейна

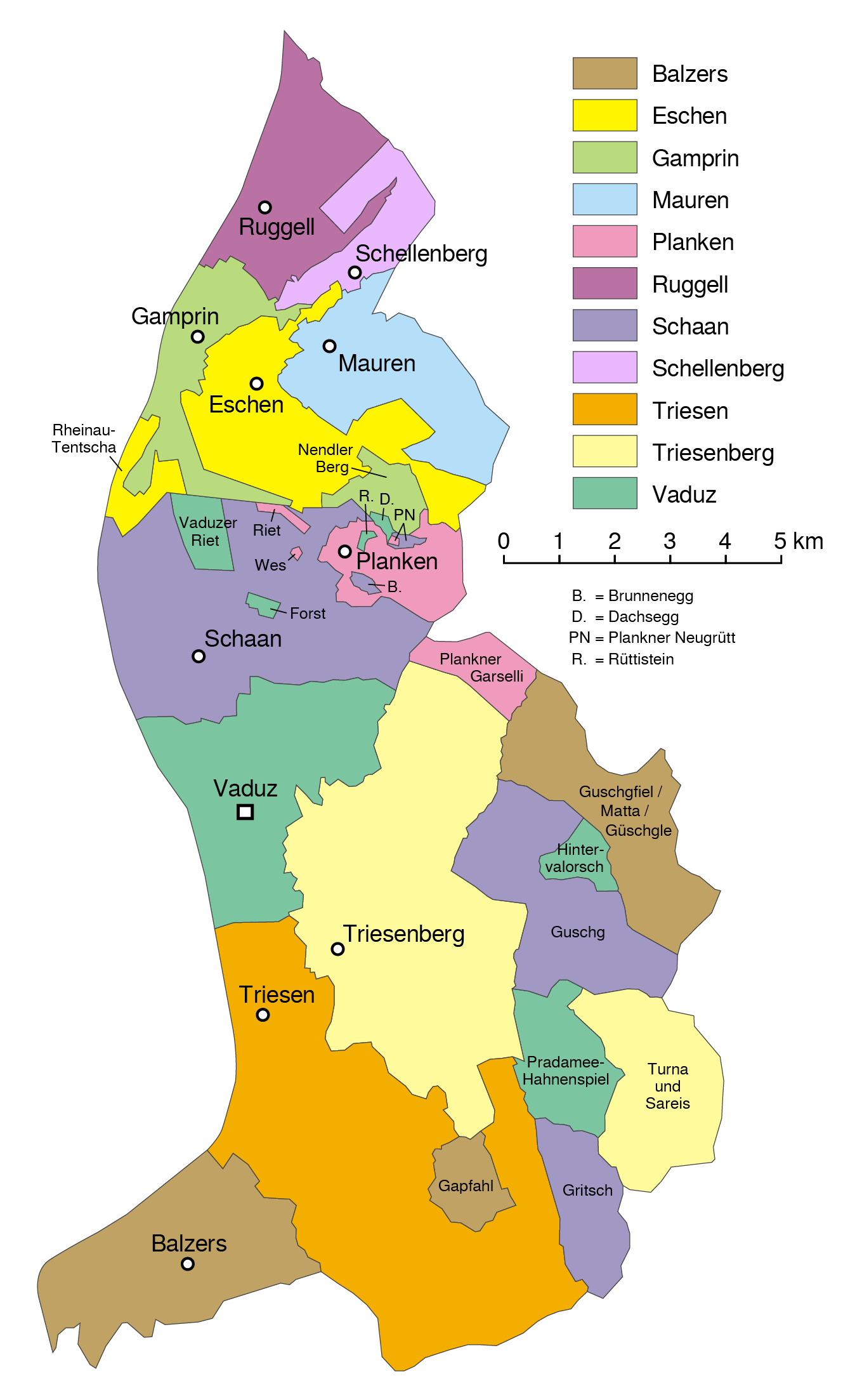
Административное деление Лихтенштейна

Топонимия Лихтенштейна — совокупность географических названий, включающая наименования природных и культурных объектов на территории княжества Лихтенштейн. Структура и состав топонимии Лихтенштейна обусловлены географическим положением и богатой историей страны.

## Название страны
Страна получила название в честь дворянского рода Лихтенштейнов, который приобрёл у обедневших владельцев города Хоэнемс два крохотных феода на границе со Швейцарией — Шелленберг (в 1699 году) и Вадуц (в 1712 году). Сюзереном этих земель был сам император Священной Римской империи, что давало владельцам земель право на место в рейхстаге. Благодаря содействию Евгения Савойского (приходившегося князю Лихтенштейну сватом) в 1719 году император Священной Римской империи Карл VI признал главу семейства, Антона Флориана, князем суверенного достоинства. Так появилось княжество Лихтенштейн.
В настоящее время Лихтенштейн является одним из трёх государств мира, имеющих название, данное в честь правящей династии, наряду с Иорданским Хашимитским Королевством (у власти находится династия Хашимитов) и Королевством Саудовская Аравия (династия Саудитов).

## Формирование топонимии
Ключевую роль в формировании топонимии Лихтенштейна сыграло двуязычие, существовавшее на территории будущего княжества до XIII века. Тогдашнее население владело как аллеманским наречием, так и ретороманским языком. По оценке В. А. Жучкевича, область ретороманской топонимии на востоке Швейцарии, граничащей с Лихтенштейном, значительно шире ареала современных ретороманских языков и, по-видимому, в прошлом занимала довольно широкую полосу от Женевского озера до Высокого Тауэрна, то есть бо́льшую часть Швейцарии и Тироль.
По мере роста влияния аллеманоговорящих государств на севере, в частности государства франков, двуязычие сошло на нет, но корпус топонимов Лихтенштейна получил происхождение из трёх языков. Наряду с топонимами с аллеманскими формантами, как например, Шелленберг, присутствуют и топонимы с ретороманскими формантами — Руггелль, Гамприн, Бальцерс,Планкен, а также кельтскими — Шан, Эшен и Тризен. Наличие кельтского пласта объясняется тем, что до римского захвата территории современного Лихтенштейна в той местности проживали кельты.

## Состав топонимии

### Гидронимы
- Рейн — гидроним происходит от прагерманского *Rīnaz, к которому восходят немецкое, нидерландское и английское названия реки. Название реки на индоевропейском этапе реконструируется как *Reynos, от корня *rey- «течь, бежать»[4], откуда англ. run, river, рус. река, рой, ринуться, реять. Кельтское/галльское название реки произошло из того же индоевропейского источника, что и германское;
- Замина — этимология названия не установлена.

### Ойконимы
- Вадуц — известен примерно с 1175/1200 года под названием «Фардуцес» (Faduzes); по одной версии, топоним, как и многие другие географические объекты в долине Рейна, имеет ретороманское происхождение и восходит к форманту -auadutg — «канал для мельниц и лесопильных заводов», который, в свою очередь, происходит от латинского -aquaeductus[5]; согласно другой версии, название города происходит от латинского «Валлис-Дульцис» — «сладкая долина» (лат. vallis dulcis), поскольку расположен в долине с большим количеством виноградников[6];
- Бальцерс — в основе ретороманский формант, означающий «дом, особняк»[7];
- Планкен — топоним ретороманского происхождения, этимология не установлена;
- Тризен — топоним кельтского происхождения, этимология не установлена;
- Тризенберг — в основе топонима форманты кельтского происхождения и немецкого: -Berg — «гора»;
- Шан — топоним кельтского происхождения, этимология не установлена;
- Шелленберг — топоним от названия феода Шелленберг, упоминаемого в документах с 1317 года; происходит от двух немецких формантов: -Schelle — «бубенчик, колокольчик» и -Berg — «гора»;
- Руггелль — топоним восходит к латинскому «runcare», что означает «очищающий землю»[8];
- Эшен — впервые упоминается в документах в переписи эпохи Каролингов, примерно в 850 году под названием «Эссана» (название, возможно, произошло от кельтского «esca», что означает «у воды»);
- Маурен — впервые упоминается в документах в 1178 году под названием Мурон, этимология которого неизвестна;
- Гамприн — согласно распространённой версии, от сочетания «campus Rheni», что означает «поле на Рейне».